# Machimus neariacensis
Machimus neariacensis är en tvåvingeart som beskrevs av Stanley Willard Bromley 1951. Machimus neariacensis ingår i släktet Machimus och familjen rovflugor. Inga underarter finns listade i Catalogue of Life.